# Snooky Pryor
Snooky Pryor (Mississippi, 1921. szeptember 15. – Cape Girardeau, 2006. október 18.) amerikai szájharmonikás, énekes (chicago blues, delta blues). Utcazenész. 2023-ban beiktatták a Blues Hall of Fame tagjai közé.

## Pályafutása
James Edward „Snooky” Pryor amerikai blues szájharmonikás volt.
James Edward Pryor nyolc évesen már szájharmonikázott. Sonny Boy Williamson I játéka volt nagy hatással alakuló stílusára, hallván, ahogy az a Mississippi Deltában játszott.
Snooky Pryor 1940-ben került Chicagóba, később Fort Sheridanban szolgált a hadseregben. Arra gondolt, hogy miután kilép a szolgálatból, szerez egy erősítőt a harmonikához. Egy primitív erősítővel felfegyverkezve 1945 végén elkápráztatta a Maxwell Street lakóit masszívan felerősített hangszerével. 78-as fordulatú lemezeket készített.
Moody Jones gitárossal megjelentették a „Telephone Blues” és a „Boogie” dalokat a Planet Recordsnál 1948-ban, majd a következő évben a "Boogy Fool/Raisin' Sand" című lemezt, de a kereskedelmi siker elmaradt.
Snooky Pryor a '60-as évek elején felhagyott a blues-játékkal. Hosszú ideig holléte ismeretlen volt. Ám az 1987-es „Blind Pig” album, a Snooky producere, bejelentette, hogy a veterán harmonikás él és virul. Pryor 2006-ban bekövetkezett haláláig sikeresen dolgozott.
Sonny Terrynél és Little Walternél kevésbé ismerik, holott kiemelkedő muzsikus volt. Snooky Pryor elismerése sokáig váratott magára, pedig jelentős szerepe volt háború utáni korszakban a chicagói blues fejlődédében. Ő maga váltig állította, hogy ő volt az első harmonikás, aki erősítőn keresztül szólaltatta meg a hangszert.

## Albumok
- Snooky Pryor (1970; made in England)
- Homesick James & Snooky Pryor (1973)
- Do It If You Want To (1973)
- Shake Your Boogie (1974)
- Snooky (1989)
- Snooky Pryor (1991)
- Johnny Shines and Snooky Pryor: Back to the Country (1991)
- Snooky Pryor: Too Cool to Move (1992)
- In This Mess Up to My Chest (1994)
- Mind Your Own Business (1996)
- Snooky Pryor: Shake My Hand (1999)
- Double Shot!
- Super Harps II; + Carey Bell, Lazy Lester, Raful Neal (2001)
- Snooky Pryor and His Mississippi Wrecking Crew (2002)
- Mojo Ramble (2003)